# Біблійна археологія
Біблійна археологія (від грец. Ἀρχαιος, λογος — стародавній, наука) — розділ біблійної науки, що вивчає за давніми пам'ятками історичне середовище, де виникла Біблія й відбувалися події священної історії. Біблійна археологія покликана дати більш конкретне уявлення про перебіг цих подій, доповнити біблійні дані незалежними свідоцтвами пам'яток, уточнити хронологію фактів й датування текстів. Результати біблійної археології також допомагають у з'ясуванні сенсу біблійних книг, оскільки реконструюють історичний фон їхнього написання.

## Історія

### Стара біблійна археологія
Стара біблійна археологія склалася до того, як були знайдені основні пам'ятники Стародавнього Сходу й античності, що проливають світло на біблійну історію. Вона обмежувалася тим, що систематизувала дані самого Святого Письма і греко-римських авторів, пов'язані з побутом, суспільним устроєм, календарем, звичаями і культом часів Старого і Нового Заповіту. Зведення таких знань давала можливість читачу Біблії вільніше орієнтуватися у «біблійному світі». Важливість такого розуміння реалій була відзначена ще антиохійською школою екзегези, котра здобувала біблейські відомості не тільки з Біблії, а й із знайомства зі східними звичаями. Святитель Іван Золотоустий неодноразово закликав своїх читачів і слухачів уявити собі живі історичні обставини, у яких відбувалися ті чи інші події Писання, щоб краще зрозуміти їх. Саме заради цієї мети й виникла біблійна археологія.
До праць старої біблійної археології належать роботи К. Ф. Кейлі, С. Мунка, Г. Трістрама, І. Троїцького.

### Нова біблійна археологія
Нова біблійна археологія розпочалась після того, як були відкриті перші пам'ятки Сходу та античності, що відносилися до біблійного періоду й проливали світло на згадувані у Біблії події. Також і були розшифровані писемності Єгипту, Месопотамії, Ханаану, Хетського царства, Угариту та ін. До того часу із позабіблійних текстів були відомі лише Талмуд, таргуми, праці Йосипа Флавія і фрагменти, збережені античними авторами й Отцями Церкви.
Перші археологічні знахідки пов'язані з Біблією були знайдені незабаром після походу Наполеона I у Єгипет. Молодий французький філолог Жан-Франсуа Шампольйон зумів прочитати єгипетські ієрогліфи. Так було покладено початок наукової єгиптології. За цим послідувала серія відкриттів, що продовжуються і понині. Перші успішні кроки в розшифровці давньоперського клинопису зробив німецький вчитель словесності Георг Фрідріх Гротефенд, а в 1835 англійський філолог-любитель Генрі Роулінсон зумів прочитати напис перського царя Дарія. У 1840-1850-х роках французькі й англійські археологи розкопали низку пагорбів у Дворіччі, під котрими були відкриті давньоассирійські міста Ніневія та Калах (роботи П. Е. Ботте, Лейарда, Кольдевея тощо).
На початку 20 століття були проведені розкопки руїн столиці Хетського царства (згадуються у Біблії). Писемність хетів вдалося розшифрувати чеському вченому Б. Грозному (1879-1952). Чимале значення для біблійної археології мало також відкриття й прочитання ханаанских пам'ятників, зокрема текстів міста Угарит (нині Рас-Шамра). Розшифровка їх була зроблена Г. Бауером, С. Х. Гордоном, Ш. Ж. Віролло, К. Ф. А. Шеффером і професором Єрусалимської біблійної школи Дормом. Усі ці та інші відкриття розширили рамки біблійної археології і примусили по-новому оцінити взаємодію Старого Заповіту з культурою Стародавнього Сходу. Відтепер біблійна археологія основну увагу приділяє саме вивченню пам'ятників, що прямо або побічно стосуються Біблії.
Величезне значення в біблійній архіеології набув радіовуглецевий метод датування. За його розробку У. Ф. Ліббі отримав Нобелівську премію (1960). Високочутливі сучасні прилади можуть з достатньою точністю встановити вік досліджуваного дерева, папірусу, льону і т. д. У ті ж роки Д. К. Кеннеді відкрив метод термолюмінесценції, що дозволяє датувати стародавні керамічні вироби.

## Розділи біблійної археології
Біблійна археологія у наш час поділяється на два розділи: загальну і палестинську.

### Загальна
Загальна біблійна археологія вивчає позабіблійні пам'ятки писемності й матеріальної культури, що проливають світло на свідоцтва Святого Письма.

#### Загальна старозавітна

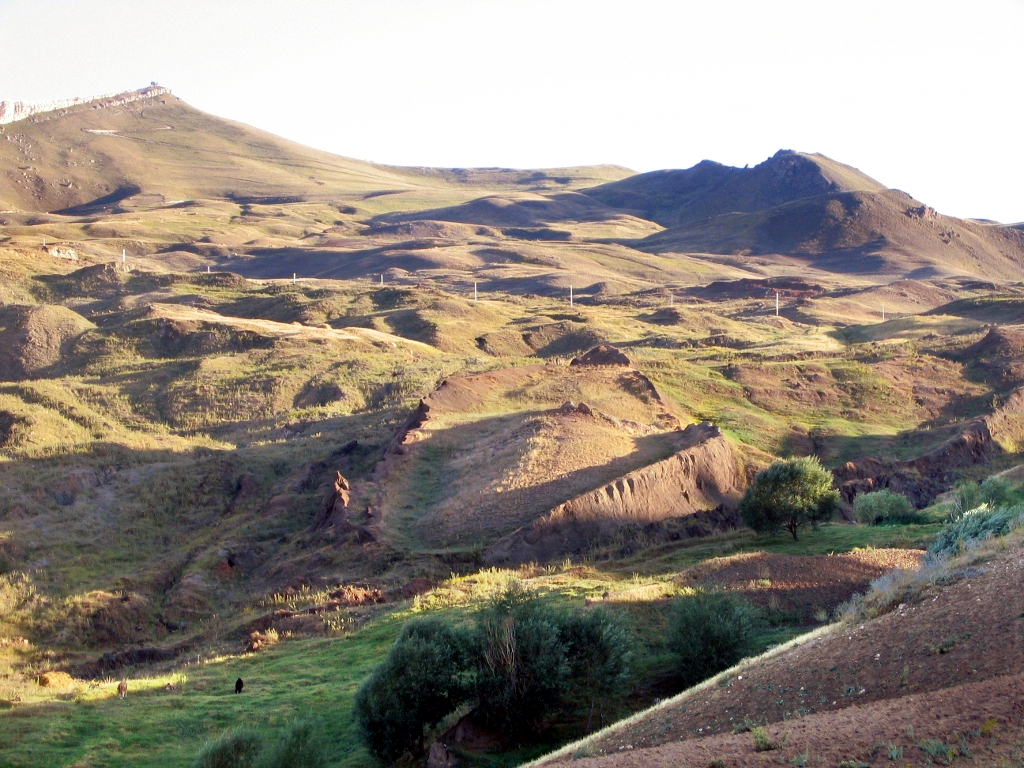
"Ноїв ковчег" на схилі вулкану Тендюркек у Туреччині.

У сфері загальної біблійної старозавітної архелогії зроблено багато відкриттів у 19 та 20 століттях.
У 1920-х роках англійський археолог Л. Вуллі виявив сліди стародавньої повені, котра сталася у Південному Дворіччі. На його думку, це відкриття пов'язане з старозавітною оповіддю про Потоп. Вуллі також відкрив багато інших пам'яток стародавнього Шумеру.
У 19 столітті була відкрита бібліотека Ніневії, де знайшли поеми про Гільгамеша (з описом Потопу, що багато в чому збігається з Книгою Буття) і про походження світу «Енума Еліш». З останньої було запозичено чимало старозавітних сюжетів.
У 1901-1902 французька археологічна експедиція знайшла в Сузах чорний стовп з базальту, на котрому клинописом були висічені закони вавилонського царя Хаммурапі (1-а половина 18 століття до Р.Х.). Закони, зокрема, містять правові норми, що пояснюють деякі подробиці оповіді Книги Буття про патріархів, і мають паралелі з законами Книг Вихід і Повторення Закону. Закони Хаммурапі свідчать про глибоку давнину тих основ права, котрі зафіксовані в П'ятикнижжі[джерело?].
Розкопки 1930-х років у месопотамському місті Марі (18 століття до Р.Х.) виявили тексти зі згадуванням племен, ідентичних іменами предків Ізраїлю (Нахор, Терах, Серуг, Завулон, Гад, Дан, Леві, Ізмаїл, Асир). Такі паралелі виявлені і в текстах м. Ебли (Сирія), відкритого в 1970-х роках[джерело?].
Наприкінці 1930-х років американська експедиція у Північну Месопотамію знайшла цінні документи у місті Нуз (Нузу). Вони містять закони, котрі пояснюють, чому, наприклад, бездітний Авраам мав віддати свою спадщину Елієзеру (Бут. 15:2-3), описують операції з продажу первородства (Бут. 25:30-34), пояснюють, чому Рахіль забрала з собою терафимів (домашніх богів) Лавана (Бут. 31:19) — згідно з текстами Нуза, хто володіє терафимами, той має право на спадщину. Примітно, що ці звичаї зникають після XV ст. до н. е., тобто оповіді Книги Буття відображають дуже давню, ще домойсеєву епоху історії[джерело?].
Дослідження хеттських законів пояснило, чому Авраам не хотів купувати у хеттів всю землю навколо печери Махпелі, а тільки печеру. Купуючи землю, він ставав данником хетів.
Дані про гіксосів, аморейських племен, що підкорили близько 1700 р. до н. е.. Єгипет, пояснюють, як міг неєгиптянин Йосиф стати правителем Єгипту при фараоні.
Встановлено, що фараон Рамсес II (XIII ст. до н. е.) переніс свою столицю в Дельту і, відродивши зруйноване місто, назвав його своїм ім'ям. У Біблії сказано, що ізраїльтяни будували для єгипетського царя місто Раамсес (Вих. 1:11).
У 1887 була знайдена покинута столиця фараона-реформатора Ехнатона (XIV ст. до Н. Е.), Ахетатон (нині — Ель Амарна). Серед документів її архіву виявлені донесення палестинських васалів царя (зокрема, правителя Єрусалима). Вони скаржаться, що країна зруйнована бандами хапіру. У наш час більшість вчених вбачає в них напівкочову різноплемінну «вольницю», котра підірвала владу фараонів у Палестині. Напади хапіру підготували ґрунт для проникнення ізраїльтян у Ханаан.
У 1896 році англієць Фліндерс Пітрі знайшов у Фівах (Єгипет) переможний напис (стелу) сина Рамсеса II Мернептаха. У ній серед міст і народів Палестини вперше згаданий Ізраїль, але не як місцевість, а як плем'я. Одні історики вважають, що мова йде про період Ісуса Навина, а інші пов'язують стелу з подіями Книги Виходу.
Напис фараона Шешонка I (Сусакім) доповнює розповідь 3 Цар 14:25-28 про захоплення єгипетськими військом Єрусалиму (Х ст. до Н. Е.).
Ще в середині ХІХ століття були знайдені ассирійські пам'ятки, пов'язані з біблійною історією: аннали Салманасара III про битву при Каркарі (854/853 до Р.Х.), в котрій брав участь біблійний цар Ахав, про підпорядкування Ассирією самарійського царя Єгу (Іуя), причому на обеліску Салманасара зображений сам Єгу, що стоїть на колінах перед ассирійським царем. У документах Саргона II і Салманасара повідомляється про падіння Самарії, а в анналах Сінаххеріба — про облогу Єрусалиму за часів царя Єзекії і пророка Ісаї. До цієї ж епохи відноситься прикордонний камінь з портретом вавилонського царя Мардук-апла-іддіна, проти союзу з котрим застерігав пророк Ісая.
У 1956 був опублікований Нововавилонський літопис, де висвітлено події часів Навуходоносора і йдеться про взяття ним Єрусалиму у 597 до Н. Е. (Вавилонський полон).
Наприкінці ХІХ ст. на острові Елефантина (Єгипет) були знайдені цінні папіруси з документами єврейського гарнізону, який перебував на службі у єгипетського царя бл. V ст. до Н. Е. Ці документи арамейською мовою дають характеристику духовного і соціального стану діаспори раннього періоду. Зокрема, там є перший позабіблійний опис свята Пасхи.
Низка знахідок (у тому числі пам'яток мистецтва, монет і статуй) доповнює розповідь про елліністичний період історії Старого Заповіту (Антіох IV і його наступники).

#### Загальна новозавітна
Протягом останніх ста років знайдені численні рукописи Нового Заповіту й апокрифів.
Проведені розкопки в містах, котрі відвідував апостол Павло під час місіонерських подорожей. Зокрема, в Ефесі знайдені зображення Артеміди, театр, куди зібрався натовп під час заколоту (Дії 19:23), і місце коринфської синагоги, де проповідував апостол.
У 1905 у місті Дельфи знайдена напис імператора Клавдія — його послання до дельфійців. У ньому згаданий Люцій Юній Галліон і сказано, що він був проконсулом Ахайї. Дата проконсульства встановлена при звіряння з іншими текстами. Вона падає на 51-52. Ця дата є ключовою для хронології життя апостола Павла.
Під вівтарем Базиліки апостола Петра у Римі знайдено старий цвинтар імператорської епохи і залишки стародавньої гробниці яка ймовірно належала самому апостолу[джерело?]. У її стіні — уламок колони. Його вважають частиною пам'ятника, спорудженого над місцем поховання апостола у II ст. (цим часом датуються монети в гробниці і написи із згадкою апостола Петра). У стіні також була замурована посудина з останками літньої людини. На думку дослідників, це могли бути мощі апостола, заховані в роки гонінь.

### Палестинська
Перші спроби відшукати стародавні пам'ятники Святої землі почалися ще з часів хрестоносців. Але початок наукової біблійної археології у Палестині було покладено лише в 19 столітті (роботи Е. Робінсона та ін.). Засновником сучасної палестинської біблійної археології вважається Пітрі Фліндерс. Він першим розробив методику датування археологічних пластів за типом кераміки. До останнього часу провідними фахівцями з палестинської археології були Олбрайт, Де Во та Венсан.

#### Палестинська старозавітна

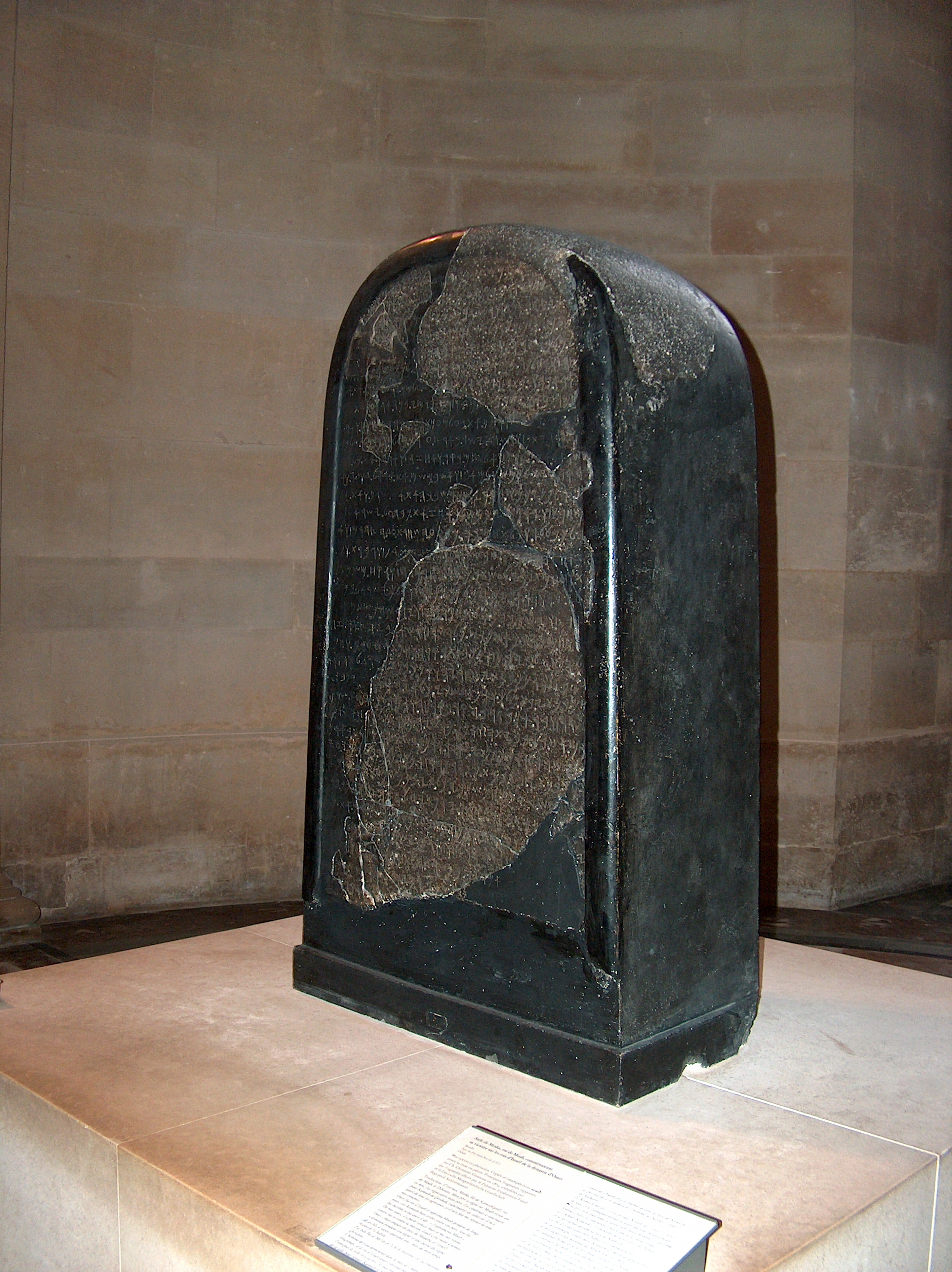
Стела царя Меші.

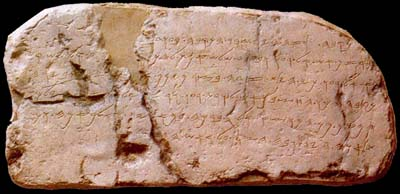
Сілоамський напис.

Розкопки давньоханаанських міст (Асор, Хеврон, Девір тощо) показали, що наприкінці ХІІІ ст. до Н. Е. вони були зруйновані і спалені, що узгоджується з даними Книги Ісуса Навина. У той же час Гаваон виявився процвітаючим в ту епоху торговим містом, що також відповідає розповіді Біблії. Складніше з Єрихоном. Це найдавніше у світі місто, засноване 9 тисяч років тому руйнувалося не раз. Експедиція К. Кеньона встановила, що шар ХІІІ ст. до Н. Е. (доба Ісуса Навина) не містить майже ніяких пам'ятнок. З цього був зроблений висновок, що після його руйнування Ісусом Навином він довго залишався в руїнах і тому зазнав ерозії[джерело?].
Розкопками датської експедиції 1926-1929 було встановлено, що Сілом зазнав розорення в епоху Іллі. Археологами знайдені численні предмети филистимського побуту, що носять на собі печатку егейської культури.
До епохи Соломона відноситься сільськогосподарський календар з Гезера, написаний на фінікійському алфавіті.
В Угариті К. Шеффером знайдені не тільки релігійні тексти ханаанеян, але й зображення божеств. Виявлені сліди чоловічих жертвоприношень, котрі практикувалися хананеями.
На початку ХХ ст. виявлені стайні Соломона в Мегіддо, про які згадує Біблія, а пізніше — його копальні біля затоки Ейлат (знахідка 1937)[джерело?].
У Самарії, столиці Ізраїльського царства, знайдені остракони (черепки з написами) і численні мистецькі вироби зі слонової кістки (серед них портрет сирійського царя Бен-Гадада, херувимів, тварин, квітів). У Мегіддо знайдена печатка царедворця Єровоама II (8 століття до Р.Х.), сучасника пророка Амоса.
У 1868 в Зайорданні Ф. А. Клейном виявлена стела моавського царя Меші ІХ ст. до Н. Е. Поряд з календарем з Гезер це найдавніший єврейський напис[джерело?].
У 1880 знайдено так званий Сілоамський напис із Сілоамського тунелю біля Єрусалима. Це був напис робочих царя Єзекії, котрі проривали підземний канал для водопостачання на випадок облоги (епоха пророка Ісаї).
У 1930-х роках англійський археолог Дж. Старкі проводив розкопки Лахіша (Лахісу). Була виявлена братська могила ассирійських солдатів часів Сінаххеріба і листування юдейських воєначальників, котре висвітлює становище країни у час навали Навуходоносора. Один лист містить закиди на адресу якогось пророка. Від його імені залишилися лише останні букви, що дозволяють припустити, що мова йде про пророка Єремію. Від цього ж періоду уціліла печатка Годолії, правителя Єрусалиму, призначеного Навуходоносором.
У 1962 знайдено самаритянський папірус 4 століття до Р.Х. Він стосується історії Палестини у період, коли іранське панування змінилося грецьким. У них згадується Санаваллат нащадок Санваллата, сучасника Неємії.
Серія знахідок кумранських текстів почалася з 1947. Крім ессейських документів, у селищах біля берегів Мертвого моря знайдені рукописи Біблії та апокрифів, а також листи, пов'язані з повстанням Бар-Кохби (130).

#### Палестинська новозавітна

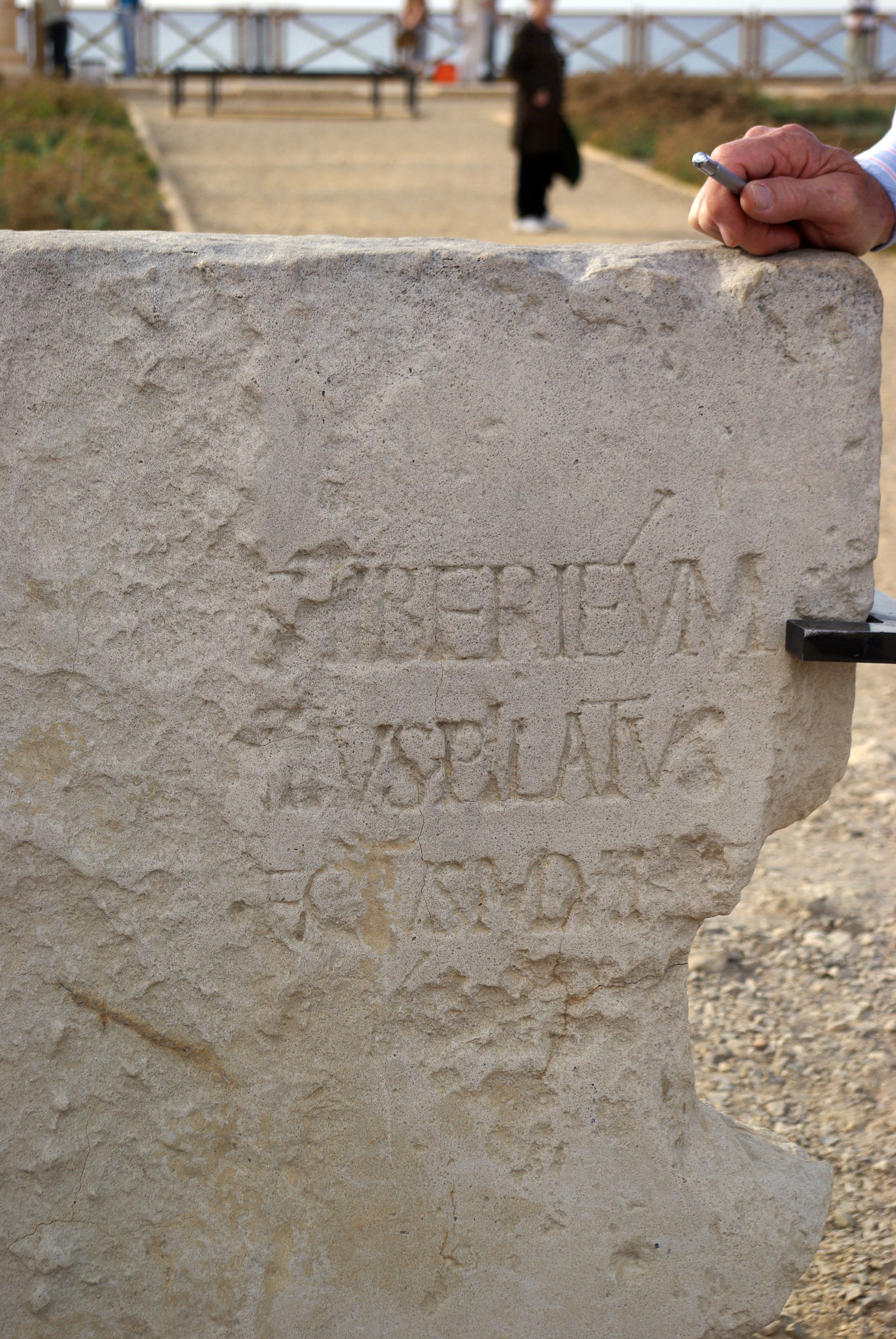
Знайдена плита з витесаним іменем Понтія Пілата — (2 строка ..vs Pilatvs)

У 1961 в руїнах Кесарії знайшли напис Понтія Пілата, з котрого виявляється, що він був не просто прокуратором, але і префектом Юдеї.
Розкопки в Капернаумі розкрили основи будинку ап. Петра поблизу синагоги (нинішні її руїни відносяться до 5 століття). Написи християн на арамейській і грецькій мовах показують, що будинок цей відвідувався ними в перші століття після Р. Х.
Італійська експедиція о. Б. Багатті (1955) виявила сліди поселення часів Ірода на місці стародавнього Назарету, котрий не згадується у позабіблійних джерелах.
Знахідки оссуаріїв (кам'яних трун) дали перші позабіблійні свідоцтва про імена Марфа, Лазар, Єлизавета. Під час розкопок Єрусалиму в 1968 виявили могилу розп'ятого злочинця. Всупереч думці скептиків, котрі заперечували, що страчуваних могли прибивати до хрестів, ця знахідка містить величезні цвяхи, що застрягли в кістках померлого.
У 1959 о. Б. Багатті здійснив розкопки «купелі Віфезди» (Ін. 5:2) і виявив криті галереї, котрі згадані у євангеліста.
Завдяки роботам о. Л. Венсана відкриті стародавні будівлі й бруковані плити фортеці Антонія, куди був ув'язнений ап. Павло після арешту в Єрусалимі. Археолог припустив, що там же відбувався суд Пілата над Христом. У наш час цю подію пов'язують з палацом Ірода, де розташовувався прокуратор, коли прибував до столиці.

### Туринська плащаниця
Особливої згадки заслуговує і так звана Туринська Плащаниця, котра з 1578 зберігається в м. Турині (Італія), куди вона була перенесена з Шамбері. Історія її документально простежується до 14 століття. Плащаниця являє собою шматок полотна розміром 4,3 на 1,1 м. На ній видно неясні контури фігури високої людини. У 1898 італійський фотограф Ф. С. Піа зробив з неї знімок, негатив якого несподівано виявився позитивним зображенням. Кожна його деталь відповідала євангельським оповіданням про Страсті: пробиті руки і ноги, садно на плечах, синці на голові, пробита груди. Лик, який відображений на Плащаниці, дивно нагадує лик Христа у традиційній іконографії. Комісії учених не знайшли на тканині жодних слідів фарби або взагалі відбитка штучного походження, хоча залишається загадкою, яким чином відбиток виник.
На думку англійського вченого Яна Вілсона, Плащаниця була збережена першими християнами і спочатку зберігалася в Сирії, у м. Едесі (де іменувалася Нерукотворний образ). Потім вона була перенесена до Константинополя і в 1204 викрадена звідти хрестоносцем Де Шарне.
Багато вчених переконані, що Плащаниця — це справжній погребальний саван Христа

### Стара біблійна археологія
- Кейль К. Ф., Руководство к библ. А., пер. с нем., ч. 1—2, К., 1871—1874.
- Мунк С., Еврейские древности, пер. с франц., Пермь, 1879.
- Тристрам Г., Вост. обычаи в библ. странах, пер. с англ., СПб., 1900.
- Троицкий И. Г., Библ. А., СПб., 1913.

### Нова біблійна археологія
- Вулли Л., Ур халдеев, пер. с англ., М., 1961;
- Бузескул В. П., Открытия XIX и начала XX вв. в области истории древнего мира, ч. 1—2, Пб., 1923—24;
- Добльхофер Э., Знаки и чудеса: Рассказы о том, как были дешифрованы забытые письмена и языки, пер. с нем., М., 1963;
- Дойель Л., Завещанное временем, пер. с англ., М., 1980;
- Керам К. В., Узкое ущелье и Черная гора, пер. с нем., М., 1962;
- Керам К. В., Боги, гробницы, ученые, пер. с нем., М., 1963;
- Косидовский З., Когда солнце было богом, пер. с польск., М., 1968;
- Курганы, гробницы, сокровища : ил. введение в библейскую археологию / Р.-Т. Бойд. – [Б. г.] : Свет на Востоке, 1991. – 306 с.
- Липин Л. А., Белов А. М., Глиняные книги, Л., 19562;
- Ллойд С., Археология Месопотамии, пер. с англ., М., 1984;
- Мильчик М. И., Борейко Б. М., Город крылатых быков, М., 1967;
- Рубинштейн Р. И., Разгаданные письмена, Л., 1960;
- Рубинштейн Р. И., Новейшие археологич. открытия в Египте, М., 1962;
- Чабб М., Город в песках, пер. с англ., М., 1965.